# 世界の国一覧表
『世界の国一覧表』（せかいのくにいちらんひょう）は、日本でかつて年1回発行されていた、世界各国の諸情報を掲載したデータブックである。

## 概要
国際交流を設立目的とし、雑誌・図書の出版やその他の普及・広報を事業としていた外務省所管の財団法人である「世界の動き社」が、2007年まで発行していた世界の国家の基礎的な情報を掲載した年刊のデータブックである。1998年版以降は「国際理解のための基本データ集」とのサブタイトルがついていた。本書は「各省庁及び政府関係機関が編集・監修した書籍を収録した」としている全国官報販売共同組合から年1回発行される「政府刊行物等総合目録」に掲載されていた。2007年版を最後に本書『世界の国一覧表』は廃刊となり、発行元であった世界の動き社も解散している。2008年以降は株式会社「リブロ」が「世界の国情報」という名称の本書とほぼ同じ内容の本を出版している。この「世界の国情報」も本書と同様に「政府刊行物等総合目録」に掲載されている。

## 本書における「国」
本書に掲載されている「国」は、「わが国（日本）が承認（国家承認）している国と日本」であって、国際連合加盟国や他の国連加盟国が承認している国連非加盟国であっても、日本国が承認していない国は掲載されていない。日本国が承認していないが外交関係を有している北朝鮮（朝鮮民主主義人民共和国）、台湾（中華民国）、及びパレスチナ自治政府（パレスチナ国）は、「国」としてではなく、香港・マカオと同等の国に準じて扱われる「その他の地域」として掲載されている。

## 本書の編集者
本書の編集者は1997年までは外務省の担当部局、1998年から2007年までは世界の動き社となっており、1998年以後外務省は「編集協力」という形で参加している。外務省の担当部局は年によって以下のように変遷している。
- 1973年版から1981年版まで 外務省情報文化局
- 1982年版から1984年版まで 外務省情報文化局国内広報課
- 1985年版 外務省大臣官房国内広報課
- 1986年版 外務省情報文化局
- 1987年版から1989年版まで 外務省大臣官房国内広報課
- 1990年版および1991年版 外務省外務報道官
- 1992年版および1993年版 外務省大臣官房国内広報課
- 1994年版から1996年版まで 外務省外務報道官
- 1997年版 外務省大臣官房国内広報課

## 国名等の表記の基準として
公的な文書における外国の国名や首都名の日本語での表記については外務省大臣官房総務課が定める『国名表』と呼ばれるものによるとされており、本書を含む外務省が編集ないし監修しているさまざまな文書・出版物もそれによっているが、『国名表』そのものは外務省の内部文書でありそれ自体を入手することが困難であるのに対して本書は政府刊行物センターを含む一般の書店で広く販売されており安価に入手出来ることから、旧通商産業省の所管であった日本工業規格の『JIS X 0304 国名コード』における日本語の国名表記の部分のような公的性格をもった文書や出版物においてもしばしば国名などの表記の基準を『国名表』ではなく本書そのものによるとされていることがある。本書の廃刊後は，外務省ウェブサイト「各国・地域情勢」で用いられている表記が外務省の公式見解となっていると見られるが、一部の国名表記方針は本書と異なっている。
かつては日本の教科書や地図帳における国名の表記は原則『世界の国一覧表』によるものと定められていたが、廃刊後は同基準が「- 外務省公表資料等信頼性の高い資料によること」と改訂されたことをふまえ、外務省ホームページ「国・地域」などの表記が教科書等に採用されるようになった。

## 内容
収録内容は年によって多少異なるものの、おおよそ新しいものになるほど収録内容は増加しており、それに伴って本書のページ数も増加している。
本書の表題そのものでもあり、内容面でも中心となる「世界の国一覧表」には、それぞれの国について、その国旗、面積、人口、主要言語、首都、独立年月、国連加盟年月、GDP、通貨単位、為替レート、公館の設置、貿易額等が掲載されている。「その他の主な地域」には、日本国が承認していないが国連に加盟していたり多くの国が承認していたりする国及び国に準じて扱われる地域について「世界の国一覧表」と同様の内容が掲載されている。
また本書にはそれ以外に以下のような内容が掲載されている。
- データにみる世界と日本
- 主要国際協力機構（枠組み）と加盟国一覧
- 地図
- 世界主要国・地域時差比較表
- 東京にある各国大使館一覧

## 書誌情報
- 世界の国一覧表 1967年6月1日現在 外務省情報文化局 1967年
- 世界の国一覧表 1973年版 外務省情報文化局 1972年11月
- 世界の国一覧表 1974年版 外務省情報文化局 1973年12月
- 世界の国一覧表 1976年版 外務省情報文化局 1975年12月
- 世界の国一覧表 1977年版 外務省情報文化局 1977年1月
- 世界の国一覧表 1978年版 外務省情報文化局 1978年1月
- 世界の国一覧表 1979年版 外務省情報文化局 1979年1月
- 世界の国一覧表 1980年版 外務省情報文化局 1980年1月
- 世界の国一覧表 1981年版 外務省情報文化局 1981年1月
- 世界の国一覧表 1982年版 外務省情報文化局国内広報課 1982年1月
- 世界の国一覧表 1983年版 外務省情報文化局国内広報課 1983年1月
- 世界の国一覧表 1984年版 外務省情報文化局国内広報課 1984年2月
- 世界の国一覧表 1985年版 外務省大臣官房国内広報課  1985年2月
- 世界の国一覧表 1986年版 外務省情報文化局編 1986年2月
- 世界の国一覧表 1987年版 外務省大臣官房国内広報課編 1987年2月
- 世界の国一覧表 1988年版 外務省大臣官房国内広報課 1988年2月
- 世界の国一覧表 1989年版 外務省大臣官房国内広報課 1989年
- 世界の国一覧表 1990年版 外務省外務報道官 1990年2月 ISBN 4-88112-011-5
- 世界の国一覧表 1991年版 外務省外務報道官 1991年3月 ISBN 4-88112-011-5
- 世界の国一覧表 1992年版 外務省大臣官房国内広報課 1992年3月 ISBN 4-88112-011-5
- 世界の国一覧表 1993年版 外務省大臣官房国内広報課 1993年3月 ISBN 4-88112-011-5
- 世界の国一覧表 1994年版 外務省外務報道官 1994年3月 ISBN 4-88112-011-5
- 世界の国一覧表 1995年版 外務省外務報道官 1995年3月 ISBN 4-88112-011-5
- 世界の国一覧表 1996年版 外務省外務報道官 1996年3月 ISBN 4-88112-011-5
- 世界の国一覧表 1997年版 外務省大臣官房国内広報課 1997年4月 ISBN 4-88112-012-3
- 世界の国一覧表 1998年版 世界の動き社 1998年4月 ISBN 4-88112-701-2
- 世界の国一覧表 1999年版 世界の動き社 1999年4月 ISBN 4-88112-702-0
- 世界の国一覧表 2000年版 世界の動き社 2000年4月 ISBN 4-88112-703-9
- 世界の国一覧表 2001年版 世界の動き社 2001年5月 ISBN 4-88112-704-7
- 世界の国一覧表 2002年版 世界の動き社 2002年4月 ISBN 4-88112-705-5
- 世界の国一覧表 2003年版 世界の動き社 2003年4月 ISBN 4-88112-706-3
- 世界の国一覧表 2004年版 世界の動き社 2004年4月 ISBN 4-88112-707-1
- 世界の国一覧表 2005年版 世界の動き社 2005年4月 ISBN 4-88112-708-X
- 世界の国一覧表 2006年版 世界の動き社 2006年4月 ISBN 4-88112-709-8
- 世界の国一覧表 2007年版 世界の動き社 2007年4月 ISBN 978-4-88112-710-0